# Glass no Kantai
Glass no Kantai (ガラスの艦隊, Garasu no Kantai), subtitulat La Legende du Vent de l'Univers (lit. la Llegenda del Vent de l'Univers), és una sèrie d'anime, co-animada per Satelight i Gonzo i produïda per Sony Pictures Entertainment, Asahi Broadcasting Corporation (ABC), GDH i Sotsu Agency, que s'emet primerament en Asahi Broadcasting Corporation el 4 d'abril del 2006 i el 21 de setembre del 2006.
Se feren un total de 26 episodis, amb episodi alternatiu del 17 també emès.
La sèrie dirigida per Minoru Ōhara i escrita per Shōji Yonemura, té els disseny originals de personatges d'Okama. Els dissenys mecànics de la sèrie foren fet per Shōji Kawamori i Kazutaka Miyatake amb Yutaka Izubuchi com a conseller conceptual.